# 锦绣街道 (柳州市)
锦绣街道，是中华人民共和国广西壮族自治区柳州市柳北区下辖的一个乡镇级行政单位。

## 行政区划
锦绣街道下辖以下地区：
白沙社区、锦绣社区、颐和社区、白沙村、黄村和雅莲村。